# Изчисления в облак
Облачните изчисления или изчисленията в облак (на английски: cloud computing) са компютърни (изчислителни) услуги, предоставяни на потребител чрез отдалечен компютър, към който потребителят се свързва чрез интернет или чрез специална комуникационна линия.
Това е термин от областта на информационните технологии, означаващ използването на споделени ресурси, софтуер и информация, като предоставяни на компютри и други устройства по мрежа (чрез интернет).
Терминът съвместява понятия като софтуер като услуга (software as a service, SaaS), инфраструктура като услуга (infrastructure as a service, IaaS), платформа като услуга (platform as a service, PaaS) и други съвременни технологии, които под формата на онлайн бизнес приложения, достъпни през уеб браузър, задоволяват изчислителни потребности докато съхраняват софтуера и потребителските данни на свои сървъри.
С други думи, понятието се отнася както до софтуерни приложения, предоставяни под формата на уеб услуги, така и до достъпа до хардуерните и системни ресурси на центъра за данни, които предлагат тези услуги. Всъщност комбинацията от достъпа до хардуера и софтуера на центъра е това, което е прието да се нарича „облак“. Смята се, че облакът е метафора за интернет, тъй като често се изобразява така в диаграмите на компютърни мрежи и като абстракция на сложната инфраструктура, която стои зад него.
При този начин на организация и работа на компютърните системи, предоставяните на наемателите (tenants) компютърни ресурси като процесорно време и компютърна памет могат да бъдат оптимално разпределяни и динамично увеличавани благодарение на технологии за виртуализация. На самите наематели на облака, явяващи се на свой ред доставчици на облачни услуги, се спестява необходимостта да инвестират в инфраструктура, да обучават персонал, да закупуват софтуерни лицензи и дори да разбират как работят за тях системите в облака. Отворените стандарти са критично важни за развитието на облачния компютинг и от средите на разработчиците на софтуер с отворен код са дошли много от основополагащите технологии в областта.
Поради огромните ресурси, които са необходими за предоставяне и поддръжка на облаци, сравнително малко са компаниите-доставчици на облаци, сред които: Amazon (Amazon Web Services), Google (Google AppEngine), Microsoft (Microsoft Azure), Apple iCloud, Salesforce, Sun Microsystems, IBM, Oracle, VMWare, a в България - Cloud.bg.

## Характеристики и икономически аспекти
Фактът, че дефиницията на понятието не е фиксирана и се влага различно разбиране за технологията на облачния компютинг, се потвърждава и от това, че различните източници извеждат различни набори от характеристики на „облака“ като определящи го.
В статия в специализираното уеб-издание Cloud Computing Journal в резюмиран вид са посочени пет определящи характеристики:
- самообслужване при наличие на потребност (on-demand self-service),
- повсеместен мрежов достъп: достъпност на услугите от всяка точка на света и през всички възможни стандартни устройства, осигуряващи с достъп до интернет,
- ресурсите за обработка и съхранение на данните на всички потребители са балансирано разпределени в рамките на една обща инфраструктура, като за отделните потребители не се заделят точно определени ресурси и мощности,
- рязко променлива еластичност на търсенето: потребителите могат произволно да увеличават или намалят капацитета на търсеното обслужване,
- варираща според потреблението цена (pay-per-use): заплащането за обслужване се определя от потреблението на база използваните изчислителни мощности, широколентов достъп и/или компютърна памет.

В резултатите от шестмесечно изследване на Калифорнийския университет Бъркли, тези определящи характеристики са сведени до три:
- Облачният компютинг създава илюзията за безкрайни изчислителни ресурси, налични при поискване, с което се елиминира потребността да се правят предварителни дългосрочни планове за доставката на такива ресурси.
- Елиминира се високата бариера за навлизане и се дава възможност на компаниите да започват с поръчката на малко хардуерни и системни ресурси и да ги увеличават само когато нараснат потребностите им. Така капиталовите разходи се заменят от оперативни.
- Облачният компютинг дава възможност да се заплащат само изконсумираните изчислителни ресурси, и то за произволно кратък период от време, докато са били реално използвани (например, процесорно време на час или количество памет на ден).

Други източници предлагат и други характеристики на изчисленията в облак.
При анализа на икономическите модели, които новата парадигма предлага, трябва да се отчетат няколко съображения. Всеки доставчик на „облачни“ услуги, който търси подходящия облак, в който да ги хоства, трябва внимателно да проучи и обмисли възможностите и особеностите на различните облаци. Ако дадена услуга не е скалируема и еластична, тя може и да не бъде в достатъчна степен споделима. Ако употребата ѝ не може фино да се измерва (гранулира), няма да може да предлага гъвкаво и конкурентно ценообразуване. Степента, в която услугата проявява тези характеристики, показва доколко тя се причислява към тенденцията на облачния компютинг.
Нужно е да се оцени и средното и максималното потребление на ресурси, особено при услуги, които демонстрират големи вариации в това отношение. Невъзможността да се осигури обслужване на потребителите поради недостиг на ресурси е съществен проблем за бизнеса в интернет, особено в условия на висока конкуренция.
Възможните модели на доставка са три:
- софтуер като услуга (SaaS): при този модел наемателите на облака плащат за използването на определено софтуерно приложение, хоствано в облака.
- инфраструктура като услуга (IaaS): при този модел обект на наема са изчислителни ресурси: процесорно време, компютърна памет, networking (изчисления в мрежа), и т.н.
- платформа като услуга (PaaS): при този модел наемателите на облака наемат както инфраструктура, така и софтуерни приложения, хоствани в облака, за да произвеждат на свой ред собствени приложения.

Идентифицирани са четири проявления на облаците:
- Частен облак: инфраструктурата на облака се притежава или наема от една организация и се използва само и единствено от нея.
- Общностен облак: инфраструктурата на облака се споделя от няколко организации и служи за поддържането на специфична общност от потребители, които споделят обща мисия, обща политика, общи изисквания към информационната сигурност и др.
- Публичен облак: инфраструктурата на облака се притежава от една организация, която продава „облачни“ услуги на широката аудитория.
- Хибриден облак: инфраструктурата на облака е съчетание на два или повече облака (частен, общностен, публичен), които остават разграничими, въпреки че са свързани посредством стандартизирана или собственическа технология.

## Технологични аспекти и проблеми
Едно от понятията, към които облачният компютинг често неправилно се приравнява, е грид компютинг (изчисления в грид среда, grid computing). В действителност, грид компютингът е сериозна предпоставка за съществуването на облачния компютинг и двете споделят общи технологични характеристики като баланс на натоварването (load-balancing), паралелизъм, приоритизация, планиране на заявките (scheduling).
Една от важните разлики между двете концепции е, че грид средите обичайно се използват за изпълнение на единични, но ресурсоемки задания (т.е. ограничени във времето изпълнения на програми), докато облаците са предназначени по-скоро да обслужват заявките на множество потребители в по-дългосрочен план, като реагират гъвкаво на променящите се с времето техни потребности от ресурси.
Пред потребителите съществуват няколко проблема, свързани с възприемането на технологиите на облачния компютинг:
- наличност на обслужването,
- сигурност и неприкосновеност на личните данни,
- поддръжка,
- оперативна съвместимост, и
- съгласуваност.

Те произлизат от това, че данните, приложенията и изчислителните ресурси вече не са под прекия контрол на потребителите.
Тъй като облачният компютинг не дава на потребителите възможност да разполагат с данните си физически (освен ако ползваната услуга не съдържа опция за запазване на твърдия диск на резервно копие, back-up) това прехвърля отговорността за съхраняването и контрола над данните в ръцете на доставчика. Допълнителни проблеми могат да се породят поради процесите (методи, функции, трансакции), публичността и преносимостта на данните, съвместимостта с конкурентни услуги, непрекъснатостта на обслужването, възстановяването на данни при срив (disaster recovery), договорни клаузи между доставчици и потребители, и др.

## История на термина
Смята се, че терминът „cloud computing“ е въведен от Ерик Шмидт от Google на 9 август 2006 г. на конференция, посветена на машините за търсене, на която обяснява един възможен подход към софтуера като услуга (SaaS). Споменаването му в контекста на Google става предпоставка за асоциацията на платформата и инфраструктурата като услуга (PaaS/IaaS) с начина, по който Google Inc. управляват своите изчислителни центрове и инфрастуктура.
Съществува мнението, че Шмидт е използвал предоставената на конференцията възможност да използва израза „cloud computing“ в опит да отвлече вниманието от новостартиращия проект на Amazon.com, Amazon Elastic Compute Cloud (EC2), чието лансиране е било планирано за малко по-късно същия месец (лимитирана публична бета версия на EC2 е официално пусната на 25 август 2006).
Преди това, през април 2001 година в статия в Ню Йорк Таймс на Джон Маркоф се появява изразът „cloud of computers“ („облак от компютри“). Статията коментира платформата Microsoft .NET и отрицателната позиция към нея на софтуерния инженер Дейвид Уайнър. и използва понятието облак в същата светлина, в която то се използва и днес:

За Microsoft идеята зад .Net се състои в софтуерни програми, които не се намират на нито един компютър, а съществуват в облака от компютри, който съставлява интернет. […] От миналото лято насам, г-н Гейтс работи за трансформирането на неговата компания посредством системи като оповестения проект Hailstorm, който има за цел голямата част от личната информация на компютърните потребители – от календара им за деня до банковите им данни – да бъде мигрирана от настолния им компютър до мрежовия облак, до който потребителят може да има достъп през всякакви устройства и от всякакви местонахождения.

През май 1997 година компанията NetCentric прави опит да запази търговската марка „cloud computing“, но впоследствие, през април 1999, изоставя идеята си. Серийният номер на заявката е 75291765.
През март 2007, компютърният гигант Dell също подава в Патентното ведомство на САЩ заявка за защита на израза като търговска марка. През август 2008 година заявката е отхвърлена с мотив, че изразът се е превърнал в генерична марка и е „неспособен да идентифицира услугите на кандидата по недвусмислен начин“.

## Критики
Понятието се възприема противоречиво, като позициите варират между „технологията на бъдещето“ през „поредният маркетингов балон“ до „капан за потребителите“. Някои от критичните коментари са следните:

Интересното за облачния компютинг е, че ние го преформулирахме така, че да включва всички неща, които така или иначе вече правим. Не разбирам какво по-различно можем да сторим по отношение на Cloud Computing, освен да променим някои от рекламните си текстове
—Лари Елисън, Oracle, 26 септември 2008

Много хора скачат за тази печеливша топка, но досега не съм чул двама, които да влагат в понятието едно и също разбиране. Има множество дефиниции на това какво има в Облака.
—Анди Ишърууд, Хюлет Пакард, 11 декември 2008

Това е някаква глупост. Даже по-зле от глупост: това е една раздута маркетингова кампания. Някой твърди, че е неизбежно – но всеки път когато чуете да се говори така, значи вероятно някой си го е поставил за бизнес цел да го направи неизбежно.
—Ричард Столман, Фондация за свободен софтуер, пред Гардиън, 29 септември 2008
За Столман, облачният компютинг е капан за потребителите, понеже ако приложенията и данните се управляват „в облака“, потребителите стават зависими от патентовани системи, разходите за които могат да ескалират неконтролируемо и чиито условия за ползване могат да бъдат променяни едностранно от собствениците и в ущърб на потребителите.

## Виж още
- Интернет мрежи
- Логика и геометрия